# 香川登志緒
香川 登志緒（かがわ としお、1924年〈大正13年〉8月23日 - 1994年〈平成6年〉3月29日）は、日本の喜劇作家。漫才作家。大阪府生まれ。晩年に香川登枝緒と改名した。本名は加賀 敏雄（かが としお）。生前には1917年（大正6年）生まれと自称していた。

## 来歴・人物
幼いころに父を失い母一人で育てられた。子供のころは病弱で自宅にいることが多く、唯一の楽しみが家族でデパートや百貨店に行くことだった。そんな時に近所のおばさんに「成駒屋行くけど付いて来るか？」と言われ、てっきり百貨店に行くものだと思い付いて行ったら中座の初代中村鴈治郎の芝居であり、それがきっかけで劇場や寄席に興味を持ち通いつめるようになった。初代中村鴈治郎、初代桂春團治、横山エンタツ・花菱アチャコなどの芸に親しみ、のちに桂米朝から「大阪の笑芸の古い話を聞きたい時は香川さんに」といわせるほどの、笑いについての知識を身につける。
戦時中から寄席の楽屋に出入りするようになり、1943年（昭和18年）には吉本興業が立ち上げた漫才の研究会「八起会」の漫才作家に抜擢される。大東亜戦争に従軍し、関東軍に配属された。満洲で捕虜となり、1947年（昭和22年）に復員。
1958年（昭和33年）に朝日放送の専属となり、中田ダイマル・ラケットのラジオドラマ「スカタン社員」の作者となる。1959年（昭和34年）、テレビで「ダイラケ二等兵」が始まると、香川もテレビ喜劇の脚本家となった。
以降も、日本のテレビ放送草創期から、数々の喜劇番組の脚本家として活躍し、日本のお笑い芸能史に多大な足跡を残した。漫才の台本も数多く手掛け、主に大阪を中心に若手漫才師の育成に尽力した。
その脚本においては、その芸人の特性を熟知して執筆にあたり、一見「アドリブ」と思われるギャグもすべて、事前に香川の脚本に書き込まれており、通常のコメディ番組の脚本の3倍ほどの厚みがあったという。
なお、東京及び東京人が嫌いと公言し、基本的に東京では仕事をしなかったが、1967年（昭和42年）にTBSテレビで制作された『植木等ショー』では、渡辺晋からの依頼で番組開始前のブレーン役を務めた。
晩年は、自らタレント活動も行い多くの番組レギュラーがあった。
1994年3月29日午後5時45分、糖尿病による肺炎のため死去。
なお藤山寛美時代の「松竹新喜劇」の座付作者でもあった。
藤田まことが歌った『てなもんや三度笠』の主題歌（林伊佐緒作曲）の作詞を手掛けたことでも知られている。
また、生前は、大阪の古い笑芸についての生き字引的存在であり、著書『大阪の笑芸人』にその貴重な知見をまとめている。

## 脚本を担当した番組
いずれも朝日放送制作、TBS系列全国ネットで放送された。
- スチャラカ社員
- てなもんや三度笠
- てなもんや一本槍
- てなもんや二刀流
- スコッチョ大旅行

## 脚本を担当した主な舞台
松竹新喜劇
- 色気噺お伊勢帰り

## 出演番組
- そらゆけ電話と歌謡曲 てなもんやコンピュータどす（朝日放送ラジオ）
- リンゴ・モモコのハイ!ひるごはん（朝日放送ラジオ）

## 著書
- スチャラカ論語(Key books)（1966年、有紀書房）
- 大阪の笑芸人（1977年10月、晶文社）ISBN 978-4794955623
- 『私説おおさか芸能史』大阪書籍、1986年2月20日。ISBN 978-4754890131。
- 『香川登枝緒の笑人閑話』プラザ、1987年2月10日。
- まあ聞いてんか香川登枝緒です（1990年12月、ファラオ企画）ISBN 978-4894090194
- 大阪の笑芸人(晶文社オンデマンド選書)（2007年6月27日、晶文社）ISBN 978-4794911032

## 逸話

### 初代中村鴈治郎
1935年（昭和10年）初代中村鴈治郎に関しては幼いころ母に連れられ楽屋を訪れた際に「かわいらしいややこや、子役にしたらどないだす」と言われた。

### 小林信彦
小林信彦がNHKに依頼されて、日本の笑芸についての番組（『漫才繁盛記』）を作る際、大阪の古い笑芸について相談したのは香川であった。その後も「東京人が嫌い」な香川にしては珍しく、交際が続いた。小林が、彼の代表作の一つである関西弁小説『唐獅子株式会社』を書いたきっかけは、香川との座談があまりに、面白かったためだという。

### 藤山寛美
「お世辞ではなく名優である。こんな役者は百年に一人出るか出ないかだろう。」と評している。

### 澤田隆治
『スチャラカ社員』『てなもんや三度笠』は、香川の脚本と澤田隆治の演出との名コンビで、日本の芸能史上に残る伝説的番組となった。だが、互いにアクの強い人物である香川と澤田はその喜劇に懸ける姿勢を巡って対立し、最終的に番組はもちろん、澤田個人を含むABCテレビ全体や当時のキー局だったTBSテレビ、さらにはライバル局の毎日放送（MBS）やそのキー局だった日本教育テレビ（NET）の運命をも左右した。

ライバルのMBSが『サモン日曜お笑い劇場（現：よしもと新喜劇）』で猛追撃をかける中、1966年（昭和41年）のABCセンター完成と前後した『スチャラカ』のテコ入れをめぐり、視聴率を最優先するあまり時代に迎合したギャグを求めた澤田と出演者の特性を理解したスタイルで書き続けたかった香川の間の対立が表面化する。1967年（昭和42年）4月、「視聴率最優先でギャグを書けなんて自分には無理。もうこれ以上書けまへん」と自ら降板、6年あまり続いた『スチャラカ』が打ち切られると、その影響は『三度笠』にも飛び火し、1968年（昭和43年）4月改編で打ち切られた。

その後は、9歳年下だった澤田がディレクターを一時外されるなど朝日放送内の閑職に左遷され（これが後に澤田が東阪企画を立ち上げるきっかけになった）、以降の『てなもんや』シリーズは香川が脚本で、演出は他の人物によるものとなった。

### 上岡龍太郎
上岡龍太郎はもともと横山パンチという芸名で、横山ノック・フックとともにトリオ漫才の漫画トリオとして活動していたが、1968年（昭和43年）に横山ノックが参議院選挙へ出馬するため漫画トリオは解散。上岡は吉本興業の社員や香川に相談に乗ってもらい新しい芸名を付けて再出発することになった。1度は香川が強く推した伊井パンチという名前を名乗ることになったが、上岡はこの名前では活動する分野が狭まることを恐れ、現在の名前に落ち着いた。しかし香川の顔を立てるため、しばらくの間は香川の担当番組に出演するときだけ伊井パンチを名乗った。なお改名に関する紆余曲折や、上岡の嫌いな姓名判断を香川が熱心に信奉していた、という関係はあったものの、上岡は香川の才能や人柄を称え2人の間柄は良好であった。

### 六代桂文枝
両者ともに宝塚歌劇団のファンということで交流があった。桂文枝に関して「テレビ界最大の売れっ子で、レギュラー番組こなすだけでも精一杯のはずなのに、あえて創作運動を起こし、最低二ヵ月に一本の作品を発表しているのだ。「やりたいとは思うけど忙しいから出来ない」というのは、ナマケモノの言訳にすぎないことを、身をもって証明しただけでも三枝の存在は大きいのである。」と絶賛している。

### ダウンタウン
ダウンタウンを最初に公の場で評価したのが香川である。松本人志と浜田雅功がコンビを組んで吉本興業に入って3か月、まだ吉本興業の養成所の受講生でコンビ名も正式に決めていない頃に出場した1982年度の第3回今宮子供えびすマンザイ新人コンクールにおいて、香川は審査委員長として松本・浜田を大賞に選んだ。これについて香川は2人に対し、「昭和16、7年にいとしこいしが登場してきたときと同じ衝撃を受けた」と語っている。香川はその後も逝去する前年まで同コンクールで審査委員長を務めたが、賞を授与するときに唯一2人だけに握手を求めたとのことである。
関西で大ブレイクした『4時ですよーだ』の最終回（1989年）の対談で、『夢で逢えたら』など東京の番組にも進出し、徐々にその名を全国に知られるようになり始めたダウンタウンに対し、「あなたらは1+1が3にも4にもなる、バラバラでも面白いが二人合わせたらより面白くなるということを忘れないようにいてほしい」という言葉を伝えた。また、「自分には身寄りが無いので吉本興業の若手芸人は孫のようなものだと思っている」とも言い、ダウンタウンの活躍を見届ければゆっくりあの世へ逝けるという意味のことを語った。
それから5年後の1994年（平成6年）、ダウンタウンが『ごっつええ感じ』や『ガキの使いやあらへんで』などのテレビ番組で名実ともにお笑い界の頂点に立とうという頃、香川は静かに息をひきとった。
香川の逝去から5年後の1999年（平成11年）、かつて『4時ですよーだ』の公開生放送が行われた心斎橋筋2丁目劇場が老朽化により取り壊されることを記念した『さよなら企画』の一環で行われた同番組の同窓会番組で、かつてのスタッフが一堂に会している中、松本が「あー香川さんも来てますねー」と発言し笑いを誘った。
『ごっつええ感じ』のショートコントで松本が演じていた「香川さん」は、香川がモデルである。コントではネタになっていたが、実際にテレホンカードをよく渡していたという。